# Oleksandr Svitlyčnyj
Oleksandr Mykolajovyč Svitlyčnyj (in ucraino Олександр Миколайович Світличний?; Charkiv, 23 agosto 1972) è un ex ginnasta ucraino.

## Biografia
Gareggiò per la Dynamo Luhans'k.
Rappresentò il Ucraina ai Giochi olimpici estivi di Atlanta 1996, vincendo il bronzo nel concorso a squadre, con i connazionali Ihor Korobčyns'kyj, Oleg Kosiak, Grigory Misutin, Vladimir Shamenko, Rustam Sharipov e Yuri Yermakov.
Quattro anni più tardi, ai Giochi olimpici di Sydney 2000, vinse la medaglia d'argento nel concorso a squadre, con Oleksandr Bereš, Roman Zozulja, Valerij Hončarov, Valerij Pereškura e Ruslan Myezyentsev.

## Palmarès
- Giochi olimpici estivi

Atlanta 1996: bronzo nel concorso a squadre;
Sydney 2000: argento nel concorso a squadre;
- Europei a squadre

Parigi 1997: bronzo
Patrasso 1999: argento
Riesa 2001: argento